# Медитация
Медитацията (лат. meditatio) е практика, в която дадено лице тренира ума и / или предизвиква режим на съзнанието, за да постигне физическо, емоционално, умствено и духовно развитие.  Медитацията е съществен компонент на източните религии, философии и духовни учения. Тя се практикува на изток повече от 5000 години, а в последно време с навлизането на източните духовни практики тя става популярна в Европа и на Запад. Различните медитативни практики и дисциплини обхващат широк спектър на упражняване и изпитване на умствена релаксация, покой на ума и концентрация.
Понятието медитация се отнася за широк спектър от практики (и може да се съпровожда от допълнителни физически упражнения като хатха йога и чигун, които могат да имат и ролята на спорт), които варират от техники, предназначени за насърчаване на релаксация, контакт с духовни учители и водачи, изграждане и овладяване на вътрешната енергия (Чи, Ки, прана и др.), като резултат може да има получаване на психични видения, тя може да доближи практикуващия по-близо до Бог, може да му даде възможност да вижда и осъзнава минали животи, да осъществява далечни, в други светове и измерения пътувания и т.н., също съдържа технически упражнения, насочени към развитието на състрадание , любов, търпение, щедрост, прошка и към по-широкообхватни цели като устойчива еднопосочна концентрация без усилие, едно посочен анализ,  и неразрушимо чувство за благосъстояние по време на извършване на всякакви и всички дейности в живота.
Значението на латинската дума meditatio първоначално е включвало всякакъв тип, както умствено, така и физическо упражнение, много по-късно думата придобива значението на съзерцаване, съзерцание и като такава е позната в западната философска традиция.

## Будистката медитация
В будизма медитацията е практическо средство за разпознаване на своя потенциал за постигане на Просветление. Медитацията означава „да пребиваваш без усилие в това, което е“. На всяко ниво будизмът използва за това различни средства, които могат да бъдат обединени в два аспекта – успокояване на ума (санскр. шамата, тиб. шине) и дълбоко прозрение (санскр. випасана, тиб. лхаг тонг). Във Ваджраяна (тиб. Дордже Тегпа) практикуващият се отъждествява с Буда-аспекти (тиб. идам), представляващи форми от енергия и светлина, които изразяват просветлените качества на Буда-природата на ума. В различните школи съществуват и форми на медитация, които не са непременно седящи – в тях са включени различни действия като ходене, различни упражнения, говорене, пеене и изпълнение на музика, хранене и т.н. За напредналите практикуващи от школи като Дзен, Махамудра и Ваджраяна работата и въобще действията на ежедневието се превръщат в медитация. Броениците (санскр. мала), а също ритуалните предмети, които понякога се използват по време на медитация помагат на практикуващия в някои аспекти на обучението, а също и да поддържа ума си буден и осъзнат.

## Йога на медитацията
В шеста глава на Bhāvārthadipikā коментар на Бхагавад-гита от Шри Джанешвар (Dnyaneshwar) медитацията в йога е описана като състояние, предизвикано от издигането на свещената енергия Кундалини (различна от Прана и Чи), която създава връзка на индивидуалната душа Атма с универсалния Дух – Параматма. Външните и вътрешни признаци на това състояние са ясно разграничими: тялото е излекувано от всякакви болести; умът е умиротворен и се намира в покой; поток от амброзия се излива във вътрешността на тялото на медитиращия, придружен от усещане на всепроникваща радост и блаженство. За постигане на това състояние не е необходимо трениране или волеви контрол над ума, тъй като то се постига спонтанно, предадено от древните гуру Натх – какъвто е Шри Джанешвар, ученик на Шри Нивритинатх. Частично издигане на Кундалини се постига и в Сахаджа йога, предадено от гуру Шри Матаджи Нирмала Деви.

## Благоприятни ефект от медитацията
Доказано е, че практикуването на медитация носи както ползи за физическото здраве, така и за психическото. Медитацията повишава плътността на „сивото вещество“ в определени части от мозъка. Анализ на изображения от ядрено-магнитен резонанс показват, че медитацията увеличава плътността на сивото мозъчно вещество в структурите свързани със самооценката, състраданието и самоанализ. Медитацията също:
- Подобрява паметта и играе защитна роля срещу заболявания като Алцхаймер.
- Чрез медитацията се научавате да дишате, използвайки диафрагмата, а не гръдния кош (т.нар. коремно дишане).
- Mедитацията понижава пулса и отпуска мускулите, респективно натрупаното напрежение. Тя е изключително ефективна при борбата със стреса.

Що се отнася до психическото здраве, медитацията помага за осъзнаването на своите емоции, мисли и действията, които те пораждат. В проучване, 40 възрастни мъже и жени, които практикували медитация за осъзнатост докладвали намалено усещане за самота, в сравнение с контролна група, която е била поставена в списъка на чакащите за проучването.
Медитирането може да намали стреса от забързаното ежедневие. Психическият и физическият стрес причиняват повишени нива на хормона на стреса – кортизол. Това сериозно вреди на здравето ни. Проучванията сочат, че медитацията намалява симптомите на тревожност, страха от фобии, социална тревожност, параноични мисли и пристъпи на паника.